# Forza Genki - Forza Sugar
Forza Genki - Forza Sugar (がんばれ元気?, Ganbare Genki) è un manga giapponese di genere spokon dedicato al pugilato, scritto e illustrato da Yū Koyama. L'opera è stata serializzata dal 1976 al 1981 sulla rivista Weekly Shōnen Sunday e poi raccolta in 28 volumi tankōbon dalla casa editrice Shogakukan. 
A distanza di quasi 40 anni dalla prima pubblicazione del manga originale, la casa editrice RW Edizioni sotto l'etichetta Goen ha deciso di dare alle stampe l'opera integrale in italiano nella collana Dansei Collection con pubblicazione aperiodica a partire dal 20 dicembre 2014. Dal manga è stato tratto un anime, intitolato Forza Sugar, che ripercorre gli avvenimenti dei primi 13 volumi.

## Trama
Il piccolo Sugar (Genki Horiguchi nella versione originale), 5 anni e orfano della mamma (morta di parto), vive con il papà Peter "Pugno d'acciaio" Pepper (in originale Hideki "Shark" Horiguchi), ex-pugile professionista dal palmarès discreto ma non eccelso fra i pesi leggeri, ritiratosi alla nascita di Sugar. La loro non è certo una vita di agi e ricchezze, ma rimane pur sempre dignitosa e segnata da un affetto profondo.
Dopo una lunga assenza dalla scena della boxe, Peter "Pugno d'acciaio" Pepper decide di tornare a combattere tra i professionisti fra pesi piuma, scendendo così di ben due categorie di peso. Nonostante sia debilitato dall'inedia dovuta a una dieta ferrea condotta per rientrare nei limiti di peso della categoria e da condizioni di vita non certo ideali, riesce a vincere i primi due incontri.
Confortato dai primi successi, Pepper decide di sfidare la stella emergente della boxe giapponese Kenny Seki (Kenji Seki in originale). L'incontro, combattuto stoicamente da Pepper, lo vede però duramente sconfitto al terzo round per KO, tanto da costringerlo a un urgente ricovero in ospedale per via dei pesanti colpi incassati soprattutto alla testa. Avendo però promesso a Sugar che lo avrebbe portato in ogni caso al luna park alla fine dell'incontro, Pepper abbandona il letto d'ospedale nonostante il fisico pesantemente debilitato e le condizioni critiche. Muore così in maniera davvero drammatica, seduto sulla panchina del parco, accanto al figlio che lo crede semplicemente addormentato.
In ospedale Kenji Seki chiede perdono al piccolo Sugar per quanto fatto a lui e a suo padre: dopo un iniziale momento di rabbia, Sugar non solo decide di concederglielo, riconoscendo a Seki il merito di aver battuto il padre in un match che lui stesso definisce leale, ma arriva perfino a chiedere a Seki di diventare campione del mondo per onorare il sogno di Pepper.  Promessa che di lì a poco Kenji Seki manterrà, laureandosi campione mondiale indiscusso della categoria. Quanto a Sugar, da quel momento e nonostante l'ancor tenera età, decide che il suo unico scopo nella sua carriera di pugile (a cui si è già avviato per seguire le orme del padre) sarà quello di coronare il sogno del genitore scomparso e diventare campione del mondo.
Essendo rimasto orfano, Sugar va a vivere a casa dei facoltosi nonni materni, i signori Tanuma, dove cresce circondato dall'affetto premuroso dell'anziana coppia. I coniugi Tanuma cercano vanamente di dissuaderlo dal seguire le orme del padre da loro mai accettato, essendo stati fin da subito contrari a concedergli in sposa la loro unica figlia, e della cui morte lo ritengono responsabile per via dell'esistenza disagiata da lui offertale e della sua ondivaga carriera da pugile. Sugar è così costretto ad allenarsi di nascosto, lontano dalla vista dei nonni. Intanto frequenta con profitto la scuola e si dimostra uno studente modello.
Indossando i guantoni che furono di suo padre prosegue così gli esercizi, prima da solo, poi sotto la guida attenta del signor Mishima. Mishima è un'ex promessa della boxe giapponese alla cui carriera ha posto fine una durissima sconfitta incassata per mano di Kenji Seki. Una volta appesi definitivamente i guantoni al chiodo, Mishima diventa dapprima guardia personale di un capo della yakuza (sulle sue spalle ha un enorme tatuaggio a testimoniarlo e che al tempo stesso gli impedisce di risalire sul ring) per poi finire in una piccola palestra di periferia a tracannare alcol per quasi tutto il giorno.
A far conoscere i due è stata la maestra di Sugar, la signorina Ashika (Yuko Ashikawa nella versione giapponese), un tempo fidanzata proprio di Mishima (da lei ancora segretamente amato senza venire però, almeno apertamente, contraccambiata) e ancor prima di Kenji Seki (ragion per cui Seki si accanirà ferocemente sul ring contro Mishima nell'incontro che porrà fine alla carriera pugilistica di quest'ultimo), e alla quale Sugar si affeziona in maniera particolare. Dopo aver finalmente iniziato a riaffacciarsi alla vita allenando Sugar, il signor Mishima viene arrestato e condannato a scontare una pena in carcere. Uscito dopo alcuni anni, morirà di tisi nel giro di pochi mesi, ma non prima di aver preparato Sugar alla carriera di boxeur professionista.
Sugar quindi, si trasferirà a Tokyo, al fine di mantenere la promessa fatta sulla tomba del padre di entrare nel mondo del pugilato professionistico. La serie animata non traspone fino alla fine il manga da cui è tratto (per l'esattezza, copre solo 1/3 dell'opera a cui si ispira) per cui il finale rimane in sospeso.
Nel finale del manga appunto, Sugar riesce a diventare un pugile professionista e combatte per il titolo mondiale. L'ultimo stoico incontro è proprio quello con Kenny Seki, l'uomo che ha ucciso suo padre.

## Media

### Manga
Il manga è stato scritto da Yū Koyama ed è stato serializzato sulla rivista settimanale Weekly Shōnen Sunday, edita da Shogakukan, dal 1976 al 1981. Tra il 1977 e il 1981 la Shogakukan ha raccolto i capitoli in ventotto volumi tankōbon.
In Italia la serie è stata pubblicata in 31 volumi da RW Edizioni sotto l'etichetta Goen nella collana Dansei Collection dal 20 dicembre 2014 al 16 dicembre 2022 con cadenza aperiodica.

#### Volumi
| Nº | Data di prima pubblicazione | Data di prima pubblicazione | Data di prima pubblicazione | Data di prima pubblicazione |
| Nº | Giapponese                  | Giapponese                  | Italiano                    | Italiano                    |
| -- | --------------------------- | --------------------------- | --------------------------- | --------------------------- |
| 1  | 21 maggio 1977              | ISBN 4-09-120211-X          | 20 dicembre 2014            | ISBN 978-88-6712-289-9      |
| 2  | 18 luglio 1977              | ISBN 4-09-120212-8          | 2 maggio 2015               | ISBN 978-88-6712-329-2      |
| 3  | 18 agosto 1977              | ISBN 4-09-120213-6          | 25 luglio 2015              | ISBN 978-88-6712-367-4      |
| 4  | 17 ottobre 1977             | ISBN 4-09-120214-4          | 5 settembre 2015            | ISBN 978-88-6712-434-3      |
| 5  | 13 dicembre 1977            | ISBN 4-09-120215-2          | 12 dicembre 2015            | ISBN 978-88-6712-453-4      |
| 6  | 21 febbraio 1978            | ISBN 4-09-120216-0          | 17 giugno 2017              | ISBN 978-88-6712-504-3      |
| 7  | 17 aprile 1978              | ISBN 4-09-120217-9          | 11 novembre 2017            | ISBN 978-88-6712-538-8      |
| 8  | 16 giugno 1978              | ISBN 4-09-120218-7          | 14 settembre 2020           | ISBN 978-88-6712-797-9      |
| 9  | 15 agosto 1978              | ISBN 4-09-120219-5          | 5 dicembre 2020             | ISBN 978-88-6712-836-5      |
| 10 | 16 ottobre 1978             | ISBN 4-09-120220-9          | 22 gennaio 2021             | ISBN 978-88-6712-998-0      |
| 11 | 18 dicembre 1978            | ISBN 4-09-120221-7          | 12 marzo 2021               | ISBN 978-88-9284-038-6      |
| 12 | 17 febbraio 1979            | ISBN 4-09-120222-5          | 12 marzo 2021               | ISBN 978-88-9284-078-2      |
| 13 | 20 giugno 1979              | ISBN 4-09-120223-3          | 30 aprile 2021              | ISBN 978-88-9284-090-4      |
| 14 | 22 agosto 1979              | ISBN 4-09-120224-1          | 28 maggio 2021              | ISBN 978-88-9284-116-1      |
| 15 | 22 ottobre 1979             | ISBN 4-09-120225-X          | 18 giugno 2021              | ISBN 978-88-9284-118-5      |
| 16 | 22 dicembre 1979            | ISBN 4-09-120226-8          | 25 giugno 2021              | ISBN 978-88-9284-136-9      |
| 17 | 21 gennaio 1980             | ISBN 4-09-120227-6          | 16 luglio 2021              | ISBN 978-88-9284-170-3      |
| 18 | 18 marzo 1980               | ISBN 4-09-120228-4          | 30 luglio 2021              | ISBN 978-88-9284-177-2      |
| 19 | 15 maggio 1980              | ISBN 4-09-120229-2          | 13 agosto 2021              | ISBN 978-88-9284-206-9      |
| 20 | 16 luglio 1980              | ISBN 4-09-120230-6          | 17 settembre 2021           | ISBN 978-88-9284-208-3      |
| 21 | 20 settembre 1980           | ISBN 4-09-120481-3          | 15 ottobre 2021             | ISBN 978-88-9284-243-4      |
| 22 | 18 novembre 1980            | ISBN 4-09-120482-1          | 17 dicembre 2021            | ISBN 978-88-9284-267-0      |
| 23 | 17 gennaio 1981             | ISBN 4-09-120483-X          | 30 dicembre 2021            | ISBN 978-88-9284-284-7      |
| 24 | 19 marzo 1981               | ISBN 4-09-120484-8          | 25 marzo 2022               | ISBN 978-88-9284-396-7      |
| 25 | 16 aprile 1981              | ISBN 4-09-120485-6          | 29 aprile 2022              | ISBN 978-88-9284-398-1      |
| 26 | 15 maggio 1981              | ISBN 4-09-120486-4          | 13 maggio 2022              | ISBN 978-88-9284-400-1      |
| 27 | 15 giugno 1981              | ISBN 4-09-120487-2          | 27 maggio 2022              | ISBN 978-88-9284-402-5      |
| 28 | 17 luglio 1981              | ISBN 4-09-120488-0          | 26 agosto 2022              | ISBN 978-88-9284-418-6      |
| 29 | —                           | —                           | 28 ottobre 2022             | ISBN 978-88-9284-441-4      |
| 30 | —                           | —                           | 25 novembre 2022            | ISBN 978-88-9284-636-4      |
| 31 | —                           | —                           | 16 dicembre 2022            | ISBN 978-88-9284-612-8      |

### Anime

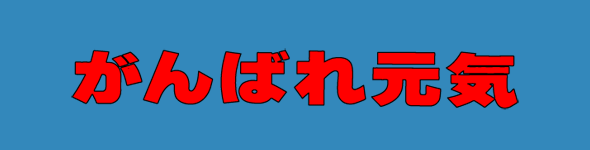
Logo originale della serie

Un adattamento anime diretto da Rintarō e prodotto da Toei Animation, è andato in onda in Giappone dal 16 luglio 1980 al 1º aprile 1981 su Fuji Television per un totale di trentacinque episodi. Le sigle d'apertura e chiusura sono rispettivamente Kaze ni nare e Masshiro na Ringu e, entrambe cantate da Kin'ya Hori. La trasposizione animata ricopre gli avvenimenti dei primi 13 volumi del manga.
In Italia la serie venne trasmessa per la prima volta nel 1983 su Euro TV e altre televisioni locali. La sigla italiana è Forza Sugar!, cantata dai Rocking Horse. Esiste inoltre un'ulteriore sigla realizzata da I Cavalieri del Re che venne scartata a favore di quella dei Rocking Horse, poi utilizzata in seguito come sigla di Ugo il re del judo. A causa di un errore di attribuzione del distributore italiano, parecchie repliche della seconda serie di Rocky Joe sono andate in onda con la sigla iniziale di Forza Sugar.

#### Doppiaggio
L'edizione italiana è stata curata dalla Play World Film. Il doppiaggio è stato eseguito presso la C.R.C. di Roma sotto la direzione di Giovanni Brusatori.
| Personaggio                   | Nome originale   | Doppiatore originale | Doppiatore italiano                                         |
| ----------------------------- | ---------------- | -------------------- | ----------------------------------------------------------- |
| Sugar Peper                   | Genki Horiguchi  | Toshiko Fujita       | Gabriella Andreini (da bambino) Marco Joannucci (da adulto) |
| Peter "Pugno d'acciaio" Peper | Hideki Horiguchi | Makio Inoue          | Giovanni Petrucci                                           |
| Madre di Sugar (ep. 3)        | Minako Horiguchi |                      | Gabriella Andreini                                          |
| Nonno materno di Sugar        | Kizaburo Tanuma  |                      | Diego Michelotti                                            |
| Kenny Seki                    | Kenji Seki       | Katsuji Mori         | Claudio Trionfi                                             |
| Signor Mishima                | Eiji Mishima     | Shūichi Ikeda        | Giovanni Petrucci                                           |
| Brisco                        | Takeru Iyama     |                      | Claudio Trionfi                                             |
| Titolare della palestra       |                  |                      | Carlo Allegrini                                             |
| Signorina Ashika              | Yuuko Ashikawa   | Kazuko Sugiyama      |                                                             |
| Lestamano                     | Katsuzo Yamatani |                      | Giorgio Del Bene                                            |
| Isadora                       | Tomoko Ishida    |                      | Beatrice Margiotti                                          |

#### Episodi
| Nº | Titolo italiano Giapponese 「Kanji」 - Rōmaji                                          | In onda           | In onda  |
| Nº | Titolo italiano Giapponese 「Kanji」 - Rōmaji                                          | Giapponese        | Italiano |
| 1  | Papà il campione 「ぼくと父ちゃん二人旅」 - Bokuto tōchan futaritabi                   | 16 luglio 1980    | 1983     |
| 2  | Il piccolo campione 「ちっちゃなチャンピオン」 - Chicchana Chanpion                    | 23 luglio 1980    |          |
| 3  | Combattimenti disperati 「親子ボクサー大奮戦」 - Oyako bokusa dai funsen               | 30 luglio 1980    |          |
| 4  | Una notte al parco 「遊園地の夜」 - Yūenchi no yoru                                    | 13 agosto 1980    |          |
| 5  | Papà non è morto 「父ちゃんは生きている」 - Tōchan ha iki teiru                        | 20 agosto 1980    |          |
| 6  | Da mamma 「母ちゃん色の芦川先生」 - Kaachan shoku no ashikawa sensei                   | 27 agosto 1980    |          |
| 7  | Papà sei grande 「父ちゃんパンチの炸裂だ」 - Tōchan panchi no sakuretsu da             | 3 settembre 1980  |          |
| 8  | I guantoni pieni di grinta 「傷だらけのグローブ」 - Kizu darakeno gurobu               | 10 settembre 1980 |          |
| 9  | Il giorno degli amici 「ともだち日・母ちゃんの日」 - Tomodachi nichi. kaachan no nichi | 17 settembre 1980 |          |
| 10 | L'album della mamma 「母ちゃんのアルバム」 - Kaachan no arubamu                        | 24 settembre 1980 |          |
| 11 | Il primo rivale 「はじめてのライバル」 - Hajimeteno raibaru                            | 1º ottobre 1980   |          |
| 12 | Il vestito da sposa 「風の中のウェディングドレス」 - Kaze no nakano uedeingudoresu     | 15 ottobre 1980   |          |
| 13 | Sette anni dopo 「関拳児まであと七年」 - Kan Kenji madeato nananen                     | 22 ottobre 1980   |          |
| 14 | Le gare della scuola 「秋空高く二人三脚」 - Aki sora takaku ninin sankyaku             | 29 ottobre 1980   |          |
| 15 | Aspetterò 「さようならの長い汽笛」 - Sayōnara no nagai kiteki                          | 5 novembre 1980   |          |
| 16 | Il punto decisivo 「父ちゃんのふるさと」 - Tōchan nofurusato                           | 12 novembre 1980  |          |
| 17 | Il primo eroe 「はじめてのヒーロー」 - Hajimeteno Hiro                                 | 19 novembre 1980  |          |
| 18 | Il nuovo allenatore 「山谷勝三おれは三枚目」 - Yamatani katsuzō oreha sanmaime         | 26 novembre 1980  |          |
| 19 | La stazione 「五才の思い出もどろか駅」 - Go sai no omoide modoroka eki                 | 3 dicembre 1980   |          |
| 20 | Ritorno alla capitale 「七年ぶりの東京」 - Nananen burino tōkyō                        | 10 dicembre 1980  |          |
| 21 | Il libretto di Brisco 「火山尊の手帳」 - Kazan Mikoto no techō                         | 17 dicembre 1980  |          |
| 22 | Il fantoccio di neve 「クリスマスの雪だるま」 - Kurisumasu no yuki daruma              | 24 dicembre 1980  |          |
| 23 | È primavera 「桜のトンネルの向うで」 - Sakura no tonneru no mū de                      | 7 gennaio 1981    |          |
| 24 | Il tesoro di Mishima 「帰ってきた三島栄司」 - Kaette kita Mishima sakae tsukasa        | 14 gennaio 1981   |          |
| 25 | Addio Brisco 「さらばライバル火山尊」 - Saraba Raibaru Kazan Mikoto                    | 21 gennaio 1981   |          |
| 26 | Appare Kenj Seki 「霧の中の関拳児」 - Kiri no nakano kan kenji                         | 28 gennaio 1981   |          |
| 27 | L'eroe del treno 「秀才岡村の挑戦」 - Shūsai okamura no chōsen                         | 4 febbraio 1981   |          |
| 28 | Uomo di spirito 「友情ある決闘」 - Yūjō aru kettō                                      | 11 febbraio 1981  |          |
| 29 | Un grande segreto 「日曜日の黒に秘密」 - Nichiyōbi no kuro ni himitsu                  | 18 febbraio 1981  |          |
| 30 | Isadora lascia casa 「とも子の家出」 - Tomo ko no iede                                 | 25 febbraio 1981  |          |
| 31 | Il ritorno di Brisco 「静かなるスパーリング」 - Shizuka naru Suparingu                 | 4 marzo 1981      |          |
| 32 | Fuochi d'artificio 「瞳の中の花火」 - Hitomi no nakano hanabi                          | 11 marzo 1981     |          |
| 33 | L'ultimo allenamento 「最後のスパーリング」 - Saigo no suparingu                       | 18 marzo 1981     |          |
| 34 | Addio signor Mishima 「三島栄司別れの盆歌」 - Mishima sakae tsukasa wakare no bon uta  | 25 marzo 1981     |          |
| 35 | Domani e ancora domani 「明日に向って走れ」 - Ashita ni mutte hashire                  | 1º aprile 1981    |          |

## Riferimenti culturali
Nella puntata 1x13 La sposa sedicenne di City Hunter, tra il pubblico si intravede il volto di Sugar.